# Taússy Daniel
Taússy Daniel, também conhecida como Taússe Daniel registada como Taússe Remane (8 de Outubro de 1991) é uma estilista moçambicana, vencedora do prémio “Young Designer” 2009 da quinta edição do Mozambique Fashion Week. Desde 2009 que se tornou uma das principais designers daquele país.
Aos 18 anos Taússy Daniel destacou-se com a sua criatividade dentre vários jovens ao levar para casa o prémio destinado ao “Young Designer” da quinta edição do Mozambique Fashion Week (MFW) em 2009, sendo considerada a estilista revelação do evento. Para além deste prémio, Taússe Daniel tem recebido muitos outros que  são resultada das suas belas obras. Em 2016, um momento é que os vestidos de renda eram bastante desejados e requisatados pelas mulheres, Taússy Daniel liderou a lista de pedidos de vestidos de renda.
Taússy Daniel tem se destacado das demais estilistas moçambicanas por aplicar sua criatividade nas roupas feitas por ela, combinando a elegância e ousadia, além de actualizar sempre as suas clientes com modelos inovadores.
Em 2015, Taússy liderava a lista de designers moçambicanas que mais pedidos recebia de vestidos de renda.